# Psammogeton
Psammogeton Edgew., 1845 è un genere di piante angiosperme della famiglia delle Apiacee.

## Tassonomia
Il genere comprende le seguenti specie:
- Psammogeton anethifolius (D.Don) Mousavi, Mozaff. & Zarre
- Psammogeton biternatus Edgew.
- Psammogeton cabulicus (Wagenitz) Nasir
- Psammogeton canescens (DC. ex Boiss.) Vatke
- Psammogeton capillifolius (Regel & Schmalh.) Mousavi, Mozaff. & Zarre
- Psammogeton diffusus (Roxb. ex Sm.) Rech.f. ex Pimenov
- Psammogeton hirsutus Bhellum & Magotra
- Psammogeton involucratus (Roxb.) Mousavi, Mozaff. & Zarre
- Psammogeton lamondiae Engstrand & Rech.f.
- Psammogeton microcarpus (Hedge, Lamond & Rech.f.) Mousavi, Mozaff. & Zarre
- Psammogeton paktianus (Hedge, Lamond & Rech.f.) Mousavi, Mozaff. & Zarre
- Psammogeton papillaris (Boiss.) Mousavi, Mozaff. & Zarre
- Psammogeton ranunculifolius (Boiss.) Engstrand
- Psammogeton registanicus Rech.f.
- Psammogeton shivalikensis Bhellum & Magotra
- Psammogeton stocksii (Boiss.) Nasir
- Psammogeton suchaniensis Bhellum & Magotra
- Psammogeton ternatus (Rech.f.) Engstrand